# Atriumseptumdefekt
Der Atriumseptumdefekt (ASD), Vorhofseptumdefekt (unübliche Abkürzung VSD) oder Vorhofscheidewanddefekt ist ein Loch in der Herzscheidewand zwischen den beiden Vorhöfen des Herzens (Septum interatriale). Er ist mit ca. 7,5 % aller angeborenen Herzfehler die dritthäufigste angeborene Herzfehlbildung. Ein Atriumseptumdefekt kann als alleiniger Herzfehler (singuläres Vitium) oder in Kombination mit anderen Herzfehlern auftreten, seine Auswirkung sind jeweils unterschiedlich zu bewerten.
Aufgrund des höheren Druckes im linken Vorhof fließt arterialisiertes Blut über den ASD zum rechten Vorhof und bewirkt eine Volumenbelastung des Lungenkreislaufes mit exzentrischer Rechtsherzhypertrophie. Steigt als krankhafte Spätfolge der Druck im Lungenkreislauf an, kann sich die Flussrichtung umdrehen und ein zyanotisches Vitium entstehen (Eisenmenger-Syndrom).
Kinder mit großem ASD leiden unter Kurzatmigkeit, Infektanfälligkeit und Gedeihstörung. Kleinere ASD bleiben nicht selten zunächst unbemerkt, im Erwachsenenalter fällt dann evtl. eine Abnahme der körperlichen Belastbarkeit auf. Septumdefekte erhöhen das Risiko für gekreuzte (= paradoxe) Embolien und Schlaganfälle. Der Embolus gelangt dabei über den Defekt vom Lungen- in den Körperkreislauf und kann nicht in den Lungenarterien „abgefangen“ werden. Neben Thrombembolien kommt dieser Mechanismus auch bei Luftembolien, Fettembolien und Fruchtwasserembolien zum Tragen.
Die Entscheidung zum Verschluss des ASD und die Wahl der Methode (katheterinterventioneller oder operativer Verschluss) erfolgen individualisiert. Bei kleineren ASD kann ein abwartendes Verhalten ausreichend sein, bei Säuglingen und Kleinkindern verschließt sich der Defekt manchmal während der ersten Lebensjahre von alleine. Größere Defekte mit relevantem Shuntvolumen werden regelhaft verschlossen, bevor es zu Komplikationen oder Schäden in Folge der Volumenbelastung des Lungenkreislaufes kommt.
Ein ASD ist abzugrenzen vom Kammerseptumdefekt (syn. Ventrikelseptumdefekt, Abkürzung VSD), bei dem der Defekt einen Kurzschluss beider Herzkammern mit anderen Auswirkungen und Therapiestrategien bewirkt.

## Formen
Der ASD tritt in fünf Varianten auf:

### Offenes oder persistierendes Foramen ovale
Die „einfachste Form“ eines Atriumseptumdefektes ist das persistierende Foramen ovale (PFO; englisch: patent [lateinisch patens ‚offen‘] foramen ovale, Abkürzung ebenfalls PFO). Es gilt als Normvariante, zumeist ohne Krankheitswert. Bis zu 30 % der Bevölkerung sind davon betroffen. Es ist daher kein Septumdefekt im engeren Sinne.
Das Foramen ovale ist eine türartige Verbindung zwischen den Herzvorhöfen, die im fetalen (vorgeburtlichen) Kreislauf den Blutübertritt von rechts (Lungenkreislauf, kleiner Kreislauf) nach links (Körperkreislauf, großer Kreislauf) zulässt. Da die Lunge noch nicht belüftet ist und somit auch noch nicht relevant durchblutet wird, fließt das Blut durch das Foramen ovale in den linken Vorhof und durch den Ductus arteriosus (oder auch Ductus arteriosus Botalli) aus der Lungenschlagader in die Aorta.
Das Foramen ovale verschließt sich normalerweise in den ersten Lebenstagen oder Lebenswochen vollständig. Geschieht dies nicht, spricht man von einem persistierenden (anhaltenden, andauernden) Foramen ovale. Die betroffenen Personen werden davon in den meisten Fällen zeitlebens nicht beeinträchtigt und eine Behandlung ist in diesen Fällen nicht erforderlich. Umstritten ist, inwiefern eine Schreizyanose bei Neugeborenen darauf zurückzuführen ist.
Sehr selten kommt es an einem PFO zu einer paradoxen Embolie, bei der ein venöses Blutgerinnsel das Loch passiert und zum Beispiel einen ischämischen Schlaganfall verursacht. Der Thrombus stammt bei paradoxen Embolien meist aus den Bein- oder Beckenvenen, alternativ kann er sich auch direkt im Bereich des Septumdefektes bilden. Internationale Leitlinien empfehlen (Stand 05/2024) bei bestimmten Schlaganfallpatienten mit einem offenen Foramen ovale und moderatem oder ausgeprägten Rechts-links-Shunt zur Rezidivprophylaxe den interventionellen Verschluss des PFO. Der Verschluss ist nur bei einem sehr kleinen Teil der Schlaganfallpatienten unter 60 Jahren, mit hohem RoPE-Score oder besonderer Risikokonstellation sinnvoll und setzt voraus, dass andere Ursachen des Schlaganfalles zuverlässig ausgeschlossen wurden. Als Alternative zur endovaskulären Okkluder-Implantation wird eine Thrombozytenaggregationshemmung oder eventuell auch eine orale Antikoagulation zur Sekundärprävention empfohlen.
Nach ersten Hinweisen im Jahr 1996 haben mittlerweile mehrere Untersuchungen einen Zusammenhang zwischen persistierendem Foramen ovale und Migräne ergeben. Der interventionelle Verschluss stellt bislang jedoch keine etablierte Therapie der Migräne dar.
Bei Tauchern besteht zusätzlich eine erhöhte Gefahr von zerebralen Gasembolien (arterielle Gasblasenembolie). Auch ohne Septumdefekt zählt die Gasembolie zu den häufigen Tauchunfällen. Es ist eine Luftembolie durch Gasbläschenbildung. Siehe dazu auch Dekompressionskrankheit und Barotrauma.

#### Vorhofseptumaneurysma
Manchmal tritt ein offenes Foramen ovale zusammen mit einem Vorhofseptumaneurysma (atriales Septumaneurysma, Abkürzung ASA) auf. Die Prävalenz beträgt etwa ein Prozent der Bevölkerung. In der pädiatrischen Kardiologie werden diese Aneurysmata in Abhängigkeit von der Shuntgröße in vier Schweregrade (Typen A bis D) eingeteilt. In der aktuellen ICD-10 wird das ASA noch nicht klassifiziert; in der neuen ICD-11 wird es den Schlüssel LA8E.Y bekommen (Aneurysma of the atrial septum). Es handelt sich dabei um eine ausgeprägte Mobilität des Septums (hypermobiles Septum) oder um druckbedingte (interatriale Druckdifferenz) Aussackungen oder Vorwölbungen der Herzscheidewand in das rechte Atrium (Lateraldeviation). In dieser Ausbuchtung (Aneurysma) kann es zur Bildung von Thromben (Blutgerinnseln) kommen. Dadurch wird das Risiko für einen embolischen Schlaganfall erhöht. Bei bis zu 90 Prozent der Betroffenen besteht zudem ein interatrialer Shunt als Ursache gekreuzter Embolien, nach einer Perforation liegt dieser Shunt ggf. direkt im Bereich des Aneurysmas. Oft besteht bei einem Vorhofseptumaneurysma gleichzeitig ein Vorhofflimmern als weitere Ursache für embolische Schlaganfälle. Nach kryptogenem Schlaganfall und PFO kann der Nachweis eines ASA ein Argument für den interventionellen Verschluss zur Sekundärprophylaxe sein.

### Sekundum-Typ (Ostium-secundum-Defekt)

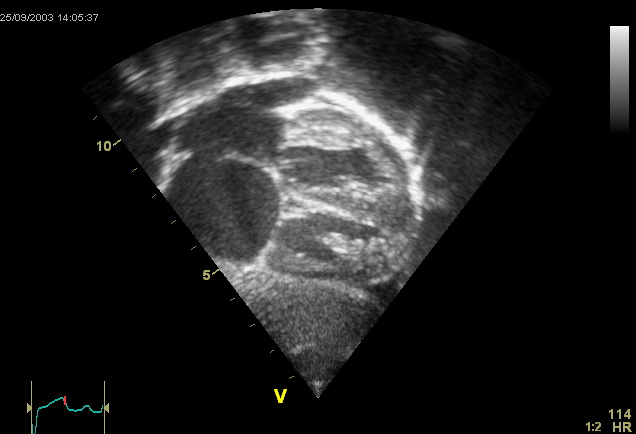
Ultraschalldarstellung eines ASD II. Die Herzspitze befindet sich im Bild rechts, die Vorhöfe sind als schwarze rundliche Gebilde links erkennbar. Der Defekt stellt sich als Unterbrechung der weißen Linie zwischen den Vorhöfen dar. Der unten gelegene rechte Vorhof ist ebenso vergrößert wie die Pulmonalvenen, die in den oberen linken Vorhof ziehen.

Die häufigste Form (etwa 7 % aller kongenitalen Herzfehler) ist der Vorhofseptumdefekt vom Sekundumtyp, auch ASD II genannt. Das Loch liegt in der Mitte und je nach Größe fließt wegen des Druckunterschiedes in den Herzvorhöfen eine mehr oder weniger große Blutmenge von links nach rechts, also wieder in den Lungenkreislauf.
Dieser Defekt (Shunt) kann in vielen Fällen durch das Einsetzen eines Verschlusssystems mit dem Herzkatheter verschlossen werden: Ein 'Doppelschirmchen' oder ein selbstzentrierendes Metallgerüst aus Nitinol (Amplatzer-System) wird durch den Katheter in das Loch eingeführt und dort entfaltet. Nach Überwachsen mit Herzinnenhaut (Endokard) ist das Loch dauerhaft verschlossen. Voraussetzung dafür ist, dass das Loch nicht zu groß ist, mittig liegt und glatte Ränder hat. Sind diese Voraussetzungen nicht gegeben, muss das Loch chirurgisch verschlossen werden.
Eine Endokarditisprophylaxe wird beim ASD II nicht empfohlen. Eine pulmonale Hypertonie (Lungenhochdruck) durch den Shunt ist in den ersten Lebensjahrzehnten nicht zu erwarten, da der Druckunterschied in den Vorhöfen nicht sehr bedeutsam ist.
Dieser Herzfehler wird manchmal auch erst im Jugendlichen- oder im fortgeschrittenen Erwachsenenalter diagnostiziert. Es hat sich gezeigt, dass die Patienten ab einer gewissen Shuntgröße mit ansteigendem Alter oft zunehmende Beschwerden (Herzinsuffizienz) bekommen. Deshalb werden bedeutsame ASD II heute meist verschlossen, auch wenn die Patienten sich wohlfühlen.
Ein aufgrund weiterer Fehlbildungen nachgeburtlich unverschlossen gebliebenes Foramen ovale wird bei hämodynamischer Relevanz als ein ASD II eingestuft.

### Ostium-primum-Typ
Die nächst häufige Form ist der Ostium-primum-Defekt, auch ASD I genannt. Das Loch liegt im unteren Anteil der Vorhofscheidewand, reicht bis an die Klappenebene heran und ist oft mit einer Fehlfunktion der Mitralklappe (zwischen linkem Vorhof und linkem Ventrikel = Herzkammer) verbunden, seltener mit einer Fehlfunktion der Trikuspidalklappe (zwischen rechtem Vorhof und rechter Herzkammer). Zugrunde liegt diesem Herzfehler eine Hemmung der Endokardkissenbildung. Eine Herzkatheteruntersuchung oder eine transösophageale Echokardiographie („Schluckecho“) vor der Operation ist nur selten notwendig. Dieser Defekt wird immer chirurgisch mit einem Patch aus Kunststoff oder körpereigenem Gewebe verschlossen. Wird nach der Operation eine oft auftretende geringgradige Mitralklappenfehlfunktion festgestellt, muss weiter ein erhöhtes Endokarditisrisiko beachtet werden.

### Sinus-venosus-Typ (Sinus-venosus-Defekt)
Eine sehr seltene Form des ASD ist der Sinus-venosus-Defekt. Er liegt im oberen Anteil der Vorhofscheidewand und in ca. 90 % der Fälle werden eine oder mehrere in den rechten Vorhof oder in die obere Hohlvene (Vena cava superior) fehleinmündende Lungenvenen nachgewiesen. Daher ist hier fast immer eine transösophageale Echokardiografie oder ein Herzkatheter vor einer Operation notwendig.
Auch dieser Defekt wird chirurgisch mit einem Patch verschlossen und die Lungenvenen werden so umgesetzt, dass der normale Blutfluss in den linken Vorhof gewährleistet ist. Wie bei vielen Defekten im Vorhofbereich kommt es im Langzeitverlauf häufiger zu Herzrhythmusstörungen.

### Sinus-coronarius-Defekt
Am Sinus coronarius münden die Koronarvenen in den rechten Vorhof ein. Durch eine fehlende Überdachung am Sinus coronarius kommt es zu einer freien Verbindung zwischen beiden Vorhöfen. Auch hier besteht ein Shunt mit der Möglichkeit paradoxer Embolien. Auch dieser Defekt kann operativ verschlossen werden.

## Diagnostik

### Auskultation
Bei der körperlichen Untersuchung fällt im Rahmen der Auskultation eine Spaltung des zweiten Herztones auf, welche fixiert ist, also sich während der Ein- und Ausatmung nicht ändert. Des Weiteren findet man ein leises Systolikum im 2. ICR links (Zwischenrippenraum), welches durch die relative Verengung der Pulmonalklappe zustande kommt; durch die relative Enge der Trikuspidalklappe kann es auch zu einem am unteren Sternum betonten Diastolikum kommen.

### EKG
EKG Veränderungen sind bei vielen Patienten mit ASD nachweisbar, jedoch per se meist unspezifisch. Zu häufigen Befunden zählen der (überdrehte) Rechtslagetyp, bei Septum Primum Typ hingegen meist eine überdrehte Linkslage. Auch ein (inkompletter) Rechtsschenkelblock und T-Negativierung rechts präkordial als Ausdruck der Rechtsherzhypertrophie sind nicht ungewöhnlich. Ältere Patienten können atriale Rhythmusstörung, zum Beispiel Vorhofflimmern, entwickeln.

### Ultraschall
Goldstandard zur Detektion ist die transösophagale Ultraschalluntersuchung mit einem nicht lungengängigen Kontrastmittel. Manchmal ist bereits mit der Farbdopplerechokardiographie von transthorakal eine ausreichend gute Beurteilung des ASD und des Blutflusses durch den Defekt möglich.

### Weitere Untersuchungen
In einigen Fällen sind eine Herzkatheteruntersuchung, kardiale Kernspintomographie oder kardiale Computertomographie sinnvoll.

## Therapie
Bei kleinen Defekten kann eine spontane Verkleinerung oder der selbständige Verschluss abgewartet werden. Wenn jedoch bereits eine Vergrößerung der rechten Herzhälfte vorliegt, sollte ein Verschluss des Defektes im Kleinkindalter (3. oder 4. Lebensjahr) erfolgen. Zu unterscheiden ist die katheterinterventionelle Behandlung mittels Implantation eines Verschlusssystemes von der offen-chirurgischen Operation. Bei der Therapieplanung und Wahl der Methode zu berücksichtigen sind die Symptome, die Lage, die Öffnungsfläche (Defektgröße), das Shunt-Minutenvolumen (Shuntvolumen, Durchflussrate, Volumenstrom, Volumenfluss, Shuntzeitvolumen, Volumen pro Zeitspanne, oft angegeben als Prozentanteil vom Schlagvolumen, vom Herzzeitvolumen oder vom Kleinkreislaufminutenvolumen [=Lungenzeitvolumen]), die Strömungsrichtung (Rechts-links-Shunt oder Links-rechts-Shunt) und die Begleiterkrankungen. Wird zugunsten einer offen-chirurgischen Behandlung entschieden, kann auch im Kindesalter die Operation häufig minimal-invasiv durch eine seitliche Eröffnung des Brustkorbes erfolgen. Besonders bei jungen Mädchen hat sich dieser Zugang als kosmetisch günstig und sehr gut akzeptiert erwiesen.
Liegt der Defekt in der Mitte der Vorhofscheidewand, kann bei 70 % der Patienten ein Verschluss mit einem Doppelschirmchen durchgeführt werden. Dieses wird im Rahmen eines Herzkathetereingriffes eingesetzt. Die Durchführung kann in der Mehrzahl der Fälle unter transösophagealer echokardiografischer Kontrolle erfolgen. In Einzelfällen ist eine angiografische Darstellung erforderlich.
Bei sehr großen oder ungünstig gelegenen Defekten muss eine Operation mit Hilfe der Herz-Lungen-Maschine durchgeführt werden. Je nach Größe wird der Defekt durch direkte Naht oder mit einem Flicken aus patienteneigenem Herzbeutelgewebe verschlossen.

## Risiken
Obwohl ein diagnostizierter Atriumseptumdefekt in der Regel verschlossen wird, stellt diese Fehlbildung ein grundsätzliches Risiko für die Betroffenen dar. Da kleinere Atriumseptumdefekte (auch bei normalen Ultraschalluntersuchungen) teilweise unbemerkt bleiben, treten beispielsweise bei vermeintlich gesunden Tauchern trotz Einhaltung aller gebotenen Vorsichtsmaßnahmen Tauchunfälle auf, weil die Filterfunktion der Lunge durch den Atriumseptumdefekt unvollständig bleibt, die sonst eine Embolie im Körperkreislauf verhindert. Zusätzlich muss an paradoxe zerebrale Embolien (Apoplexie) gedacht werden (siehe oben).

## Geschichte
Zumindest seit Galenos von Pergamon erkannte man das Herz als Pumpe. Man musste also erklären, wie das Blut von der rechten Herzhälfte in die linke Herzhälfte gelangt. Man behauptete die Existenz unsichtbarer Poren, durch die das Blut die Herzscheidewand durchquert. „Die schwächste Stelle im Galenischen System war zweifelsohne die Lehre von den Poren im Herzseptum.“ Solche Poren konnten nie gesehen oder beschrieben werden. Trotzdem wurde die Poren-Theorie noch gelehrt als „Realdo Colombo schon klar den Durchtritt des Blutes über die Lungen in den andern Teil des Herzens postuliert hatte.“ So wurde der Lungenkreislauf schon lange vor William Harvey (1578–1657) von Colombo (1516–1559) beschrieben: „Die Herzscheidewand ist nicht durchlässig. Alle, die das behaupten, sind auf dem Irrweg. Das Blut gelangt durch die Lunge von der rechten in die linke Herzkammer.“ Oder durch einen Septumdefekt nach Shuntumkehr. – Analog konnten der große Kreislauf und damit der Blutkreislauf (Circulus sanguinis minor et maior) wegen der damals ebenfalls nicht sichtbaren Kapillaren bis zur Verbreitung des Mikroskops auch von William Harvey nicht schlüssig nachgewiesen werden. Galens ‚Poren‘ befinden sich also nicht im Septum, sondern im Kapillarnetz beider Kreisläufe.
Schon Erasistratos unterschied den kleinen Lungenkreislauf vom großen Körperkreislauf und beschrieb die Herzklappen. Im 13. Jahrhundert entdeckte Ibn an-Nafis, ein arabischer Arzt und Anatom, wahrscheinlich als Erster, dass das Blut in einem Kreislauf durch die Lunge fließt. Seine Erkenntnisse, die als Zeichnungen bis in die heutige Zeit überliefert sind, gelangten jedoch nicht bis in den europäischen Raum.
Im Jahr 1952 erfolgte durch Lewis der erste Vorhofseptumdefektverschluss in Hypothermie.